# Henry Muller
Henry Muller (né Jacques Charles Henri Muller le 21 août 1902 à Muhlbach-sur-Bruche dans le Bas-Rhin, à l'époque en Alsace-Lorraine dans l'Empire allemand, et mort le 15 novembre 1980 à Paris) est un journaliste et écrivain français.

## Biographie
Henry Muller était fils d'un banquier, grand bourgeois parisien. Il se limitait à jouer au tennis et à apprendre l'anglais, ce qui énerva son père, qui le fit entrer chez Grasset.
C'est en 1923 qu'il fut engagé par Bernard Grasset, sans salaire, au service des manuscrits, afin d'apprendre le métier. Son patronyme donna lieu, après la Seconde Guerre mondiale, à la rumeur que Grasset avait eu un associé allemand pendant la guerre. La famille Muller était tout à fait française.
Il termina sa carrière comme secrétaire-général chez Grasset.
Il signe parfois Henri Muller (avec un "i") dans ses publications.
Il racontera ses souvenirs sur la maison Grasset dans Trois pas en arrière, prix Marcelin Cazes Lipp 1952 et dans Six pas en arrière, mémoires drôles et non-conformistes qui décrivent la vie littéraire parisienne entre les deux guerres et qui évoquent son amitié avec Morand, Mauriac, Montherlant, Chardonne et Cocteau. De ses souvenirs apparaît qu'il était le souffre-douleur de son patron, qu'il décrit toutefois avec déférence.
Henry Muller assura également la direction littéraire des éditions La Jeune Parque après guerre. Journaliste, il utilisait le pseudonyme Le Magot Solitaire dans l'hebdomadaire Carrefour.
Il fit également plusieurs traductions de livres en anglais, dont Grasset avait acheté les droits de publication en français.
Il reçoit le Prix Interallié de 1960 pour le roman Clem.

## Œuvre
- Les Deux Doigts de la mort, les Publications techniques et artistiques, 1945
- La mort est toujours à l'heure, les Publications techniques et artistiques, 1945
- Trois pas en arrière, Paris, éditions de La Table Ronde, 1952, 286 p. (ISBN 2-7103-2515-2)
- Six pas en arrière, La Table ronde, 1er février 1954 (ISBN 2-7103-1017-1)
- Welcome Winnie : ou le Passage d'une Américaine, Grasset, 1956 (réimpr. 1977) (ISBN 978-2-246-00492-9)
- Nuit et jour à Paris  (photogr. Yurek), J. Delmas et Cie, 1957 (ASIN B0017WIQ24)
- Le Général Boulanger : dictateur ou roi de cœur, éditions Gallimard, coll. « Les Amours célèbres », 1er janvier 1951 (ISBN 978-2-07-101673-9)
- Clem (roman), Paris, la Table ronde, 1960, 256 p. (ISBN 978-2-7103-1161-4)
- Henri Muller, L'Alsace : Texte par Henri Muller. Photographies par Pierre Tetrel, Jacques Fronval, Robert Laeuffer, Yan, Éditions Sun, 1er janvier 1962
- L'espérance a raison (roman), La Table ronde, 1963 (ISBN 2-7103-1250-6)
- Henri Muller, L'an 2000, une révolution sans perdants (roman), éditions Plon, 1965 (ASIN B006YU5P0A)
- Sans tambour ni trompette : Malraux, Mauriac, Daninos, Maurois…, éditions La Palatine, 1968 (ISBN 2-7103-2181-5)
- Le Figurant : roman, Paris, éditions Grasset, 1976, 282 p. (ISBN 2-246-00351-2)
- Retours de mémoire, Paris, éditions Grasset, 1979, 190 p. (ISBN 2-246-00794-1)
- Mes sans jour (récit), la Table ronde, 15 mars 1972 (ISBN 2-7103-1454-1)

Matthieu Galey écrivait dans son journal, à la date du 6 juin 1954 : Lu les souvenirs d'Henry Muller, le petit Muller de chez Grasset, ou, comme disait Fargue "le petit Musset de chez Graller". Assez drôle et joliment écrit. Il m'amuse de mieux connaître la vie quotidienne dans cette maison que j'ai fréquentée l'an dernier.

## Prix
- Prix Marcelin Cazes Lipp en 1952 pour Six pas en arrière.
- Prix Interallié en 1960 pour Clem.